# Pokoradzské jazierka
Pokoradzské jazierka je přírodní rezervace v oblasti Cerová vrchovina.
Nachází se v katastrálním území obce Dražice a města Rimavská Sobota v okrese Rimavská Sobota v Banskobystrickém kraji. Území bylo vyhlášeno či novelizováno v roce 1993 na rozloze 15,8729 ha. Rozloha ochranného pásma byla stanovena na 22,8049 ha.